# Ribagorza
Ribagorza is een comarca van de Spaanse provincie Huesca. De hoofdsteden zijn Graus en Benabarre, de oppervlakte 2459,80 km² en het heeft 12.129 inwoners (2002).

## Gemeenten
Arén, Benabarre, Benasque, Beranuy, Bisaurri, Bonansa, Campo, Capella, Castejón de Sos, Castigaleu, Chía, Estopiñán del Castillo, Foradada del Toscar, Graus, Isábena, Lascuarre, Laspaúles, Monesma y Cajigar, Montanuy, Perarrúa, La Puebla de Castro, Puente de Montañana, Sahún, Santaliestra y San Quílez, Secastilla, Seira, Sesué, Sopeira, Tolva, Torre la Ribera, Valle de Bardají, Valle de Lierp, Viacamp y Litera en Villanova.